# Anetta Mona Chisa
Anetta Mona Chisa (* 1975) je slovenská multimediální výtvarnice rumunského původu.

## Život a dílo
V roce 2000 absolvovala na VŠVU v Bratislavě. V témže roce začala úzce spolupracovat s Lucií Tkáčovou. Společně vytvořily svou první výstavu Les amiens. V letech 2001 až 2002 byla kurátorkou galerie Synagoga v Trnově na Slovensku. Od roku 2002 spolupracuje s pražskou AVU v ateliéru Nová média 1. S Lucii Tkáčovou vytvořila několik výstav a videí. Dnes žije střídavě v Praze a Bratislavě. Ve své tvorbě reflektuje aktuální problémy výtvarného světa, zároveň s tím se nevyhýbá ani otázce genderové problematiky.

### Výstavy
- 2000 Picoviny (s Lucií Tkáčovou), Tatrasoft galerie, Bratislava
- 2003 Vlastní pokoj (s Lucií Tkáčovou), galerie Medium, Bratislava
- 2003 Videosonic, galerie Space, Bratislava
- 2005 Magické recepty lásky, F.A.I.T., Krakov
- 2006 Romantic Economies, galerie Medium, Bratislava
- 2006 Jak život napodobuje umění, 911 Media Arts Center, Seattle
- 2008 Blonded Must Be Stopped (s Lucií Tkáčovou), Purple Room, Řím
- 2010 Jak si vyrobit revoluci, MLAC, Řím
- 2011 Materiální kultura/Věci v našich rukou, galerie Christiane König, Vídeň

### Videa
- 2003 Xerox